# Міусський цвинтар
Міусський цвинтар (рос. Миусское кладбище) — некрополь на півночі Москви у Мар'їній Рощі Північно-східного адміністративного округу. Входить до складу Державного унітарного підприємства «Ритуал». Пам'ятка містобудування та архітектури Москви № 7710850000.

## Історія цвинтаря

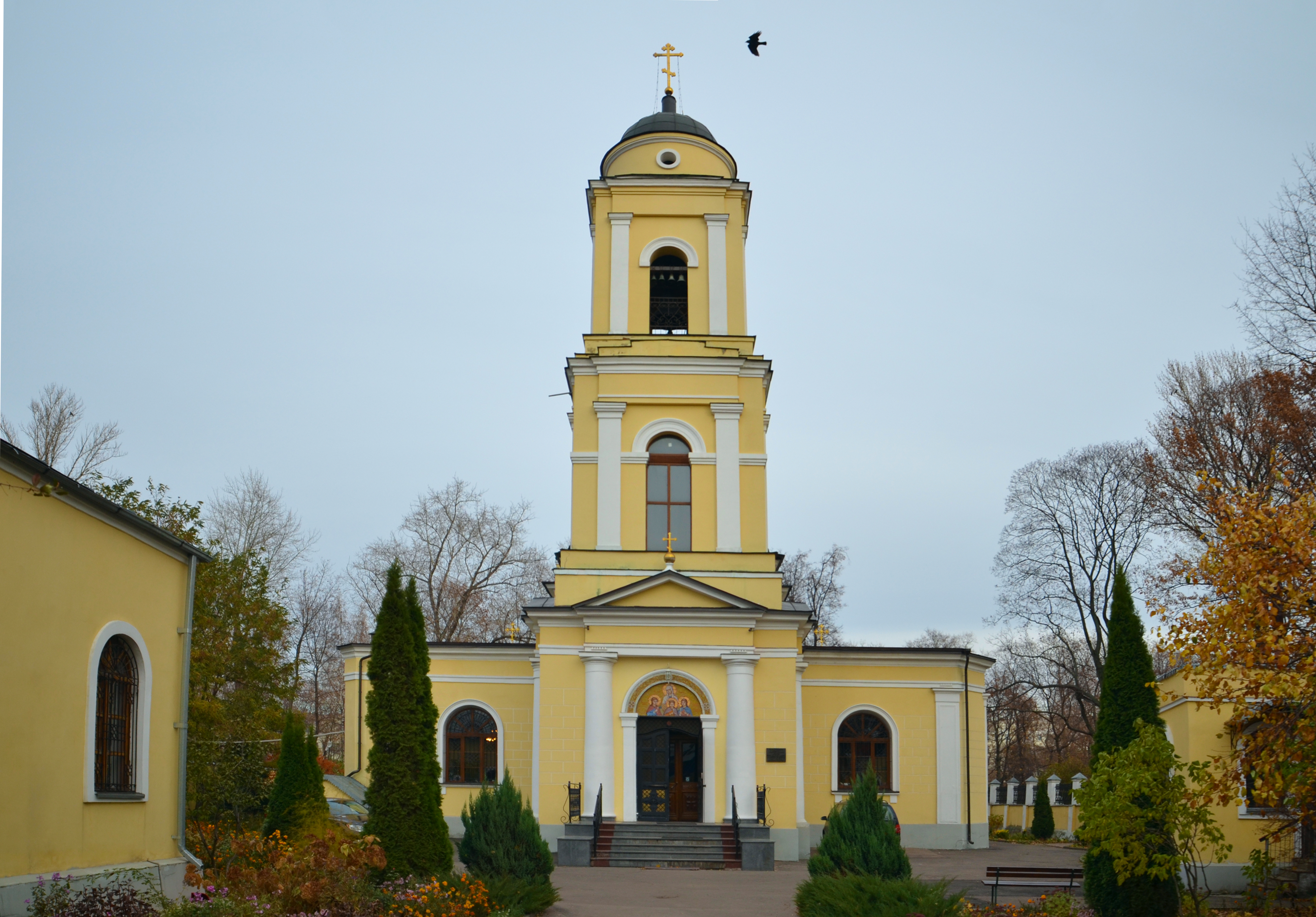
Церква мучениць Віри, Надії, Любові та матері їх Софії

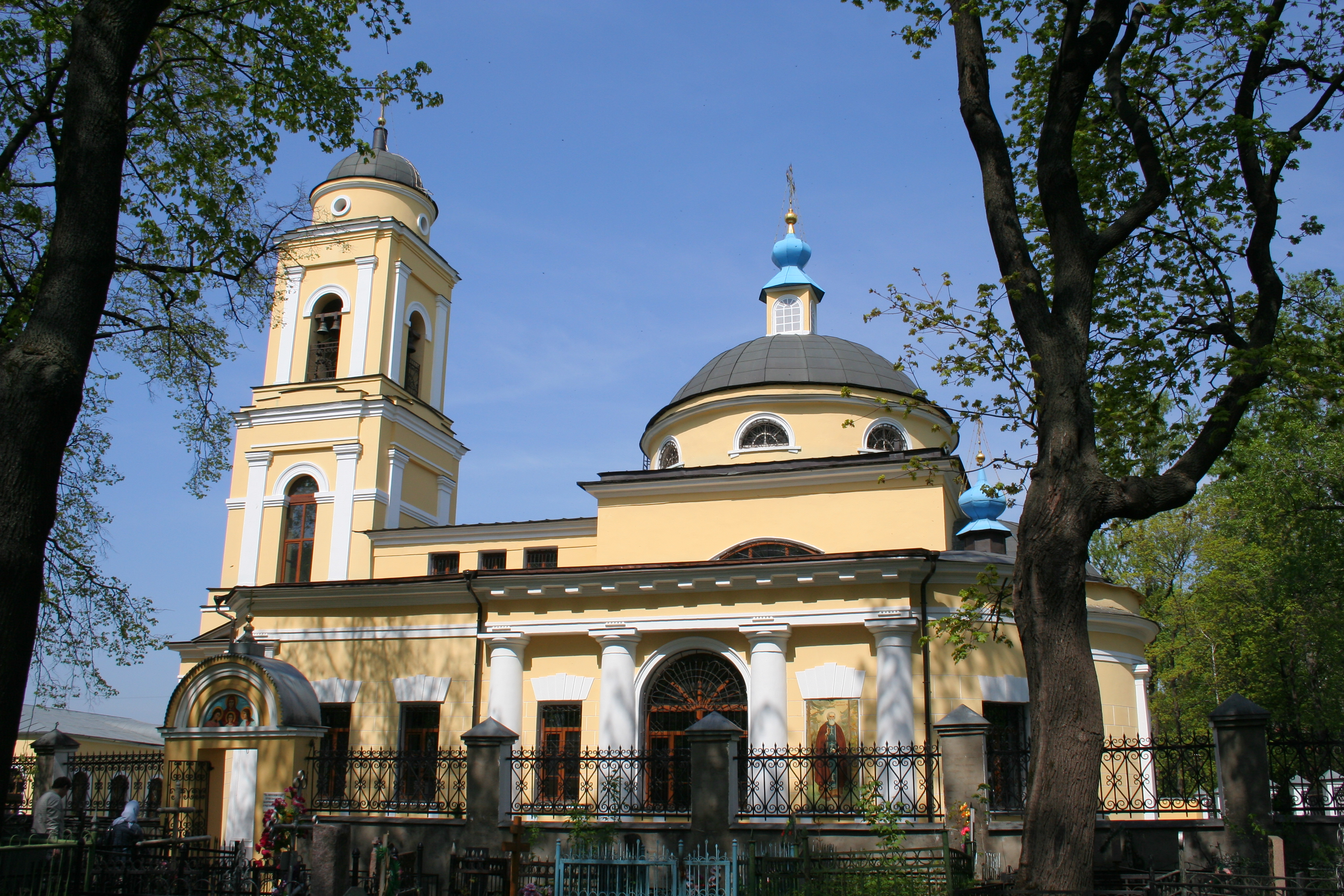

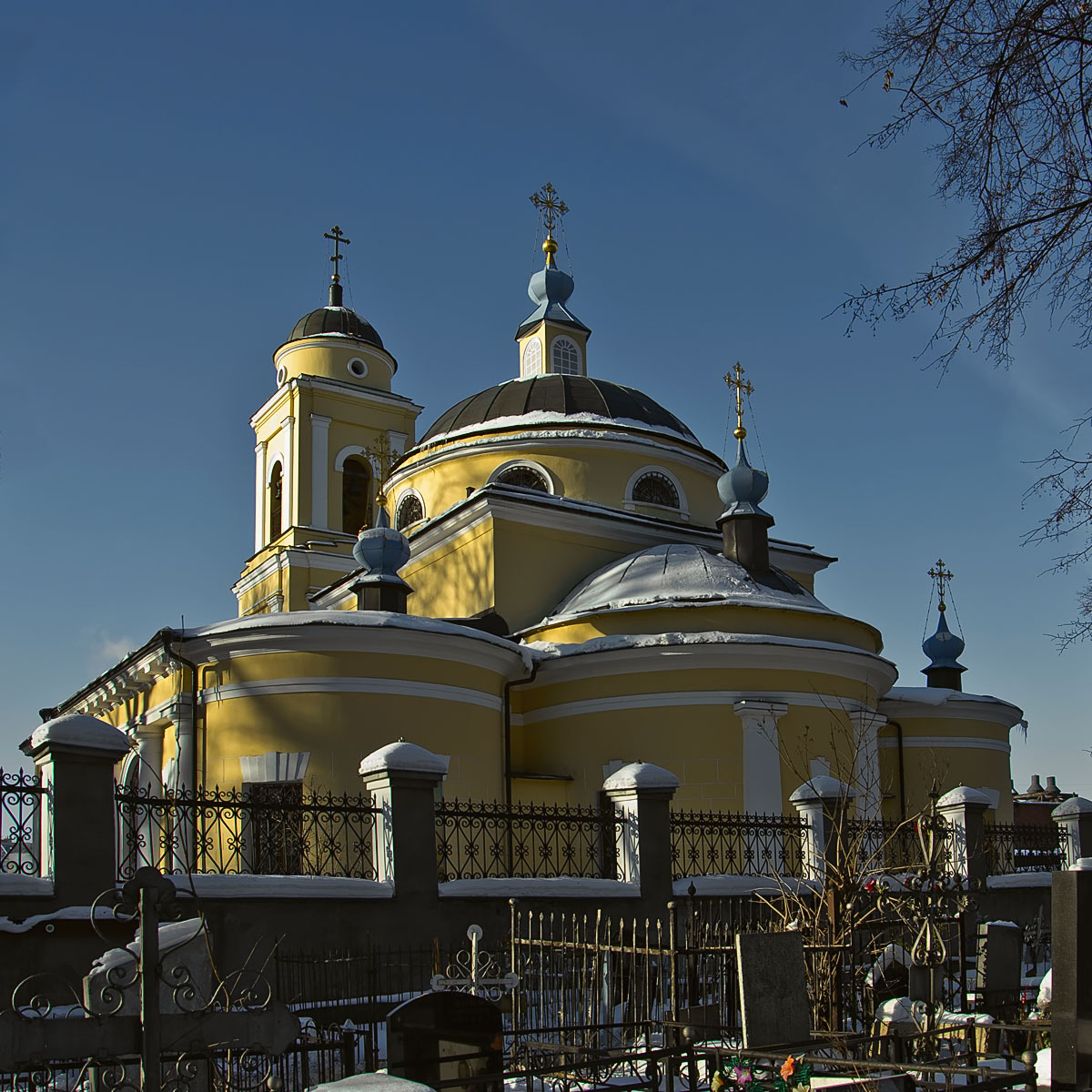

Міусський цвинтар заснований під час епідемії чуми у 1771 році, одночасно з Ваганьковським, Даниловським, Введенським, Рогожським та Калитниківським цвинтарями, за Камер-Колезьким валом, неподалік місцевості Міусс (звідси назва). На цвинтарі ховали в основному купців, ремісників і міщан з сусідніх Мар'їної Рощі та Бутирок.
У 1800 році градоначальник Москви граф Іван Салтиков пропонував знищити Міусський цвинтар.
З 1947 року на Міусському цвинтарі ведеться постійний архів реєстрації похованих.
У 1992 році на цвинтарі проходило фільмування одинієї з перших російських стрічок жахів «Дотик» режисера Альберта Мкртчяна.

### Церква мучениць Віри, Надії, Любові та матері їх Софії
На цвинтарі була дерев'яна церква мучениць Віри, Надії, Любові та матері їх Софії, яка була освячена 20 січня 1773 року. У 1823 році на кошти купця Івана Кожевникова архітектором Олександром Елькінським, замість старої дерев'яної церкви, побудовано муровану.
У 1835 році до церкви з усіх боків прибудовано приділи Знамення та Митрофана Воронезького. Було розширено трапезна у 1912 році, додані північно-західний та південно-західні кути, збудована дзвіниця та богадільня. З 1934 року Церква мучениць Віри, Надії, Любові та матері їх Софії була зачинена. У будівлі церкви розмістився цех з виробництва обладнання МОЗ РРФСР. У 1990 році церква передана віруючим.

## Відомі особи, поховані на цвинтарі
- Кир Буличов — радянський російський письменник-фантаст, історик, перекладач, східнознавець, журналіст, кіносценарист.
- Олександр Ведерников — радянський російський оперний співак (бас), соліст Большого театру
- Михайло Каченовський — російський історик та літературний критик.
- Валентин Кузін — радянський російський хокеїст.
- Олексій Міхальов — радянський російський східнознавець та синхронний перекладач.
- Євген Мигунов — російський радянський художник-мультиплікатор, ілюстратор та карикатурист.
- Лідія Обухова — радянська російська письменниця.
- Володимир Правдич-Немінський — український нейрофізіолог
- Всеволод Ревич — радянський російський літературний критик.
- Микола Романов — радянський актор театру та кіно.
- Олександр Татарський — радянський російський режисер мультиплікації, художник, продюсер, аніматор.
- Любов Хавкіна — російська бібліотекознавчиня та бібліографиня.
- Галина Щербакова — радянська російська письменниця, сценаристка.
- Дмитро Щукін — російський купець.
- Валерій Гаркалін -радянський і російський артист, педагог

## Час роботи
Цвинтар відкритий щодня з 9.00 до 19.00 у літній період (з 1 травня по 20 вересня), та з 9.00 до 17.00 у зимовий період (з 1 жовтня по 30 квітня).

## Світлини

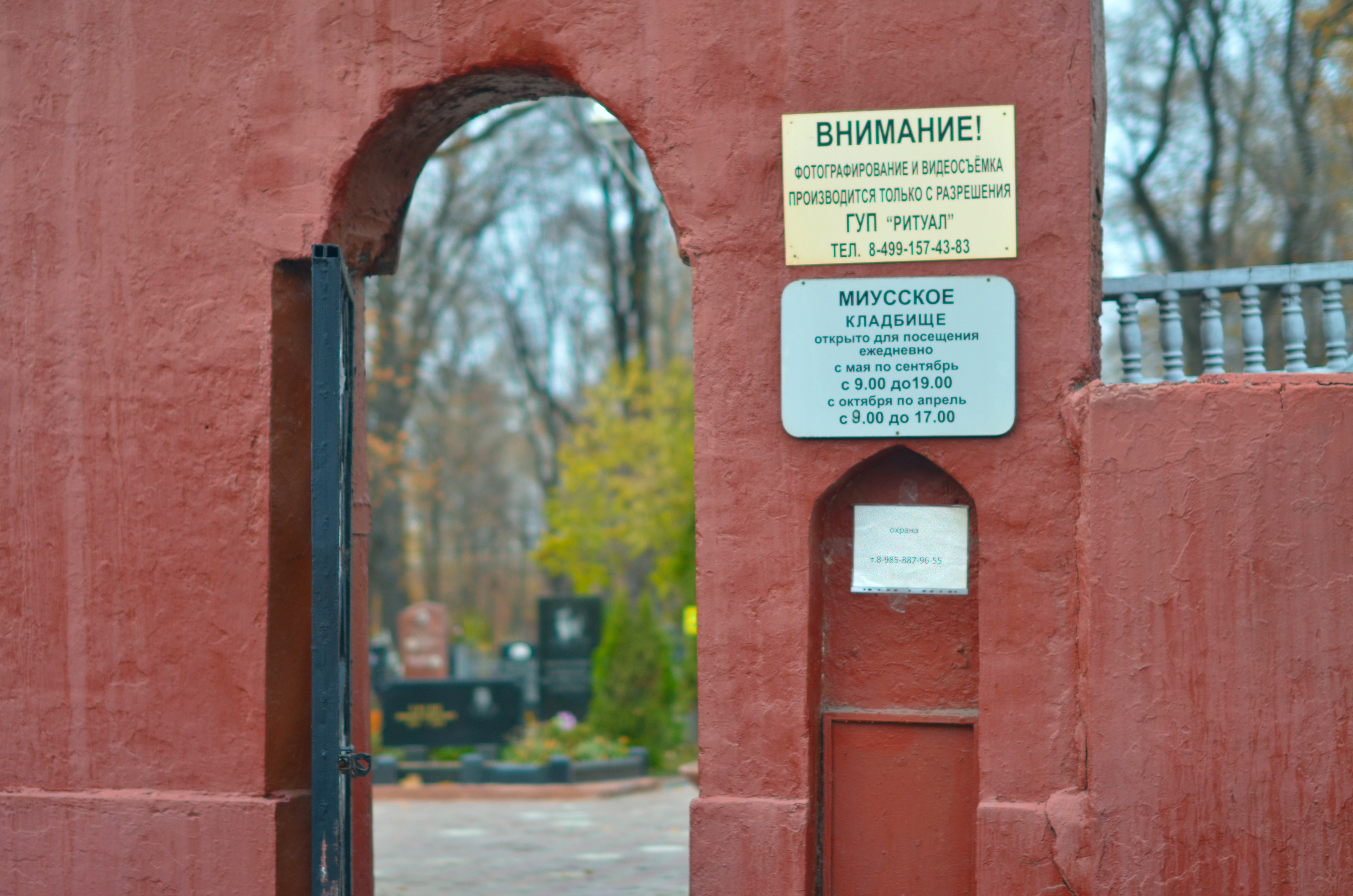
Вхідна брама цвинтаря
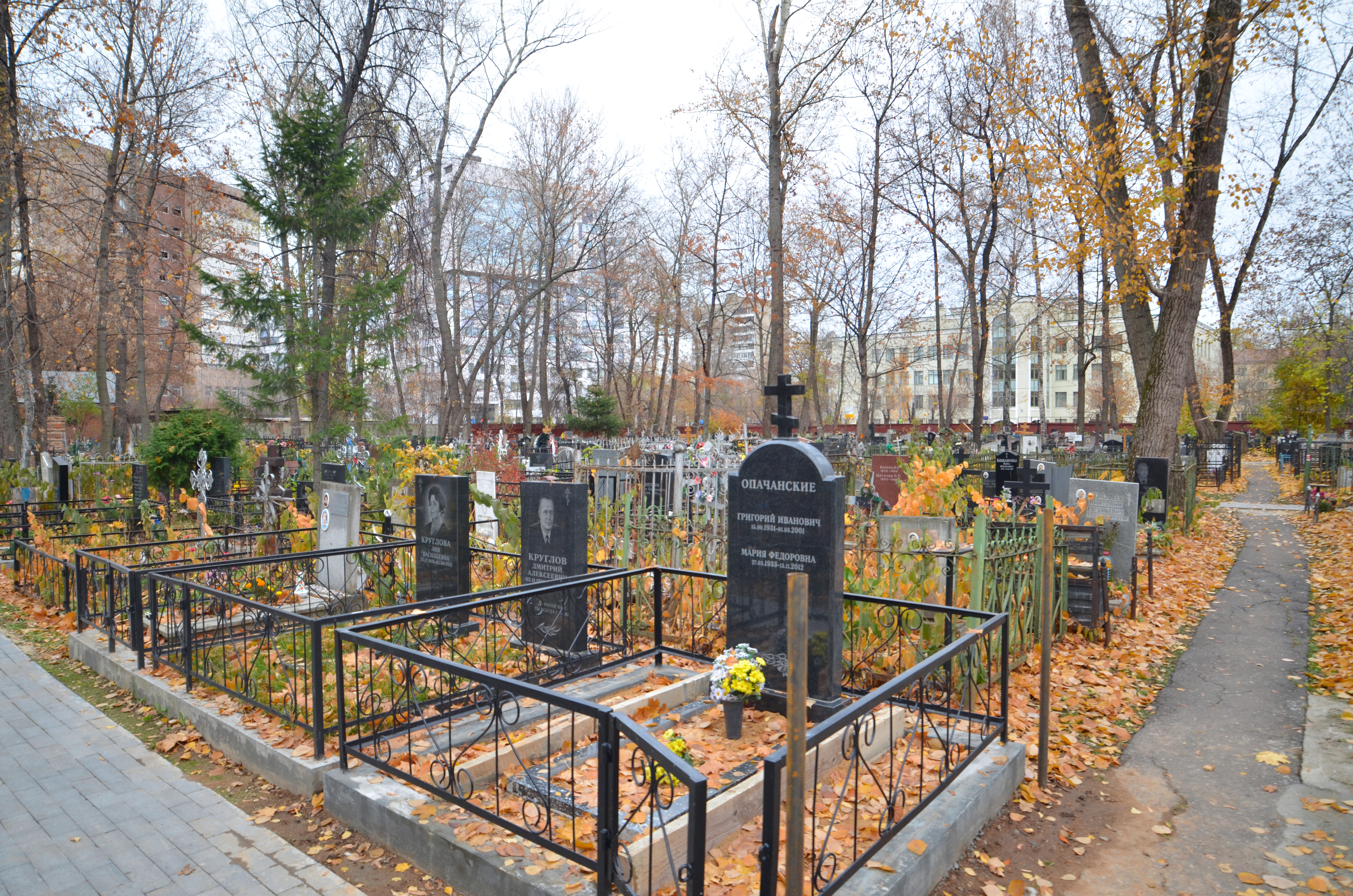
Міусський цвинтар
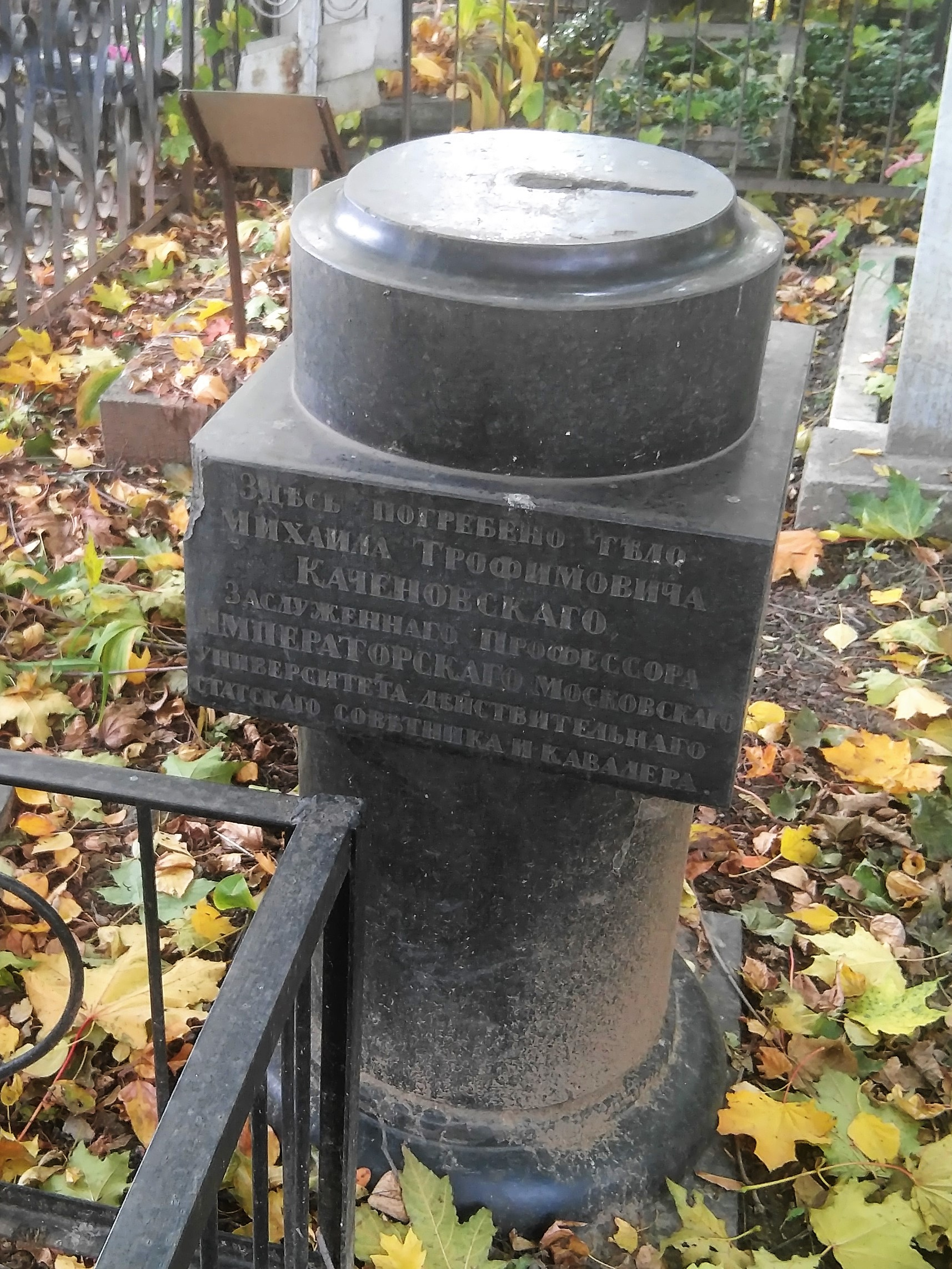
Могила Михайла Каченовського
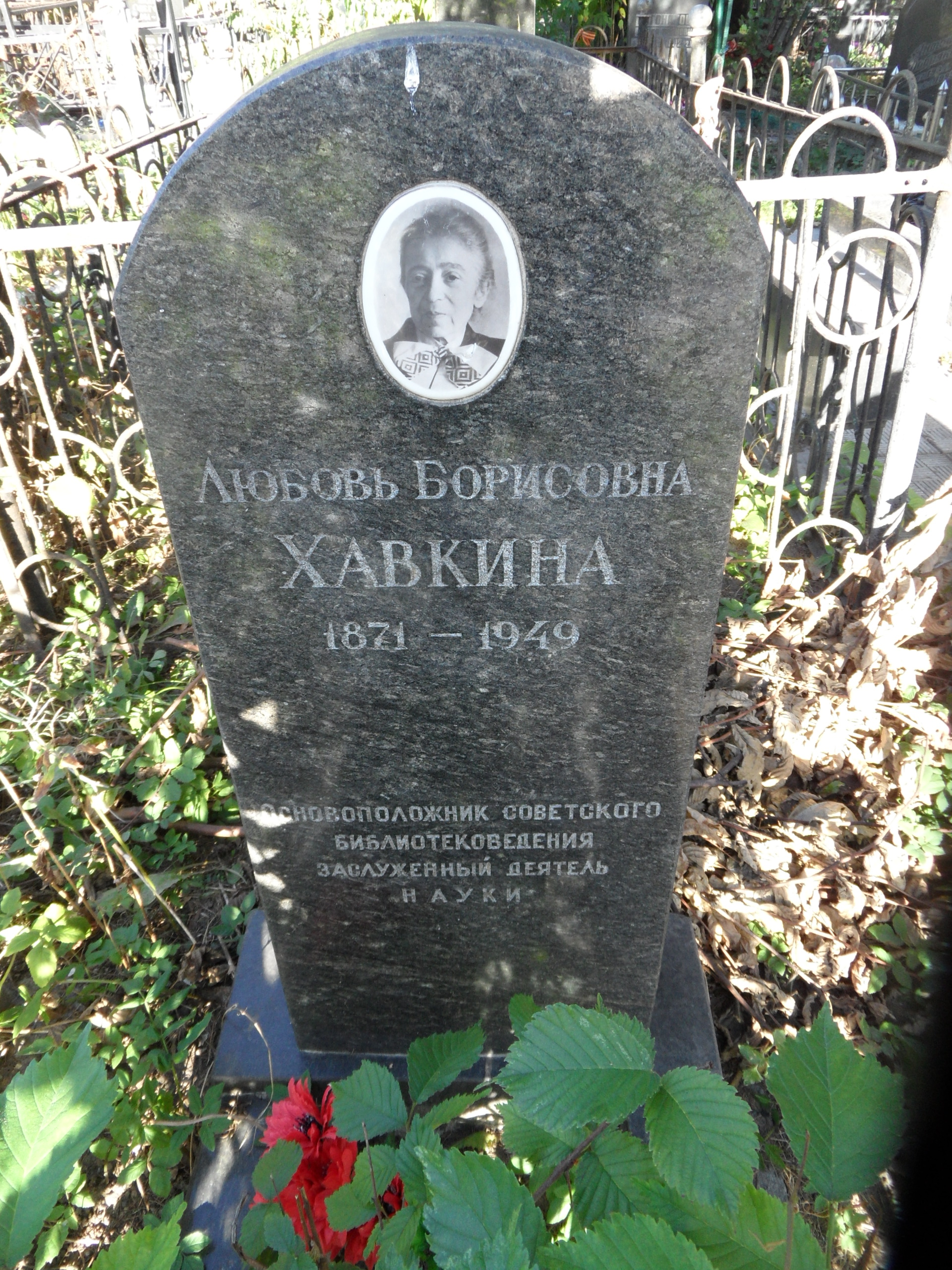
Могила Любові Хавкіної